# Italia-Francia (1910)
Italia-Francia, tenutasi il 15 maggio 1910 all'Arena Civica di Milano, fu la partita d'esordio della nazionale italiana di calcio.
Il risultato fu una vittoria per 6-2 della compagine di casa.

## I presupposti

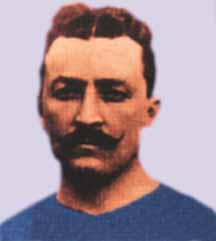
Francesco Calì, primo capitano della Nazionale

Quando la partita venne giocata, già molti paesi europei avevano formato le proprie nazionali, tra i primi quelli del Nord Europa. Il 16 marzo 1898 a Torino nacque la FIGC che poi, nei primi anni del secolo, grazie anche all'opera dei milanesi Luigi Bosisio e Arturo Baraldi (rispettivamente Presidente e Segretario della FIGC), pose le basi per la costituzione della nazionale.
Nel 1910 si decise, infine, di costituire una squadra nazionale italiana, per opera del Presidente della FIGC Luigi Bosisio, uno dei fautori dell'italianizzazione del calcio italiano. Ad annunciare questa novità fu lo stesso Foot-Ball, rivista ufficiale della FIGC, il 13 gennaio 1910:
(Foot-Ball del 13 gennaio 1910, citato in Chiesa, pp. 40-41.)
A tal fine, in mancanza di allenatori veri e propri (il calcio era ancora pionieristico) ed essendo gli arbitri i più esperti, tra gli addetti ai lavori, sul tasso tecnico dei diversi giocatori che militavano in Prima Categoria (l'odierna Serie A), la FIGC incaricò la Commissione Tecnica Arbitrale di scegliere i giocatori che avrebbero giocato in nazionale per le prime partite. Tale commissione tecnica, formata da Umberto Meazza (US Milanese), Alberto Crivelli (Ausonia), Agostino Recalcati (US Milanese), Giuseppe Gama Malcher (Inter) e Giannino Camperio (Milan), designò Umberto Meazza come allenatore.
Nel frattempo venne scelta la squadra, che esclusi i calciatori della Pro Vercelli (squalificati dalla FIGC fino al 31 dicembre 1910), risultò essere così composta:
- Mario De Simoni,  US Milanese, portiere
- Francesco Calì,  Andrea Doria, difensore
- Franco Varisco,  US Milanese, difensore
- Domenico Capello,  Torino, centrocampista
- Virgilio Fossati,  Inter, difensore
- Attilio Trerè,  Ausonia, difensore
- Enrico Debernardi,  Torino, centrocampista
- Giuseppe Rizzi,  Ausonia, centrocampista
- Aldo Cevenini,  Milan, attaccante
- Pietro Lana,  Milan, attaccante
- Arturo Boiocchi,  US Milanese, attaccante

Tali giocatori vennero selezionati dalla Commissione Tecnica Arbitrale suddividendo i convocati per la selezione in due squadre, denominate dei "probabili" (i titolari, in maglia bianca) e dei "possibili" (le riserve, in maglia celeste), facendoli giocare tra di loro in modo da poter valutare i migliori. La partita disputata il 5 maggio fu vinta dai "probabili" per 4-1, quella dell'8 maggio (con qualche cambio di formazione), sul campo dell'Inter, 4-2 sempre per i "probabili", che alla fine costituiranno i 10/11 (Bontadini dell'Ausonia, pur essendo un "probabile", fu escluso in favore del torinista Debernardi, uno dei "possibili") della formazione che scese in campo nella partita d'esordio, alla quale, tuttavia, non poterono partecipare i giocatori della Pro Vercelli, a causa della squalifica che colpì i Vercellesi per la forma singolare di protesta impiegata nello spareggio contro l'Inter.
L'Arena Civica, in occasione di questa partita d'esordio, accolse 4.000 spettatori.

## La divisa della Nazionale

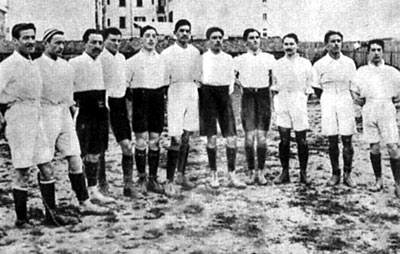
La Nazionale prima dell'inizio della partita

La maglia indossata in questa partita d'esordio fu di colore bianco (scelto forse come colore neutro in attesa che si decidesse un'altra divisa), con pantaloncini bianchi oppure neri e calzettoni a piacere (nella foto appaiono neri). Circa un anno dopo venne invece adottata la maglia azzurra, colore dello stendardo di Casa Savoia, ma a tutt'oggi il bianco è rimasto come colore della maglia di riserva.

## Tabellino
| Arbitro: | Goodley |

|                                                                                      |            |                                                                                    |
| Lana 13’, 59’, 89’ (rig.) Fossati 20’ Rizzi 66’ Debernardi 82’                       | Marcatori  | 49’ Bellocq 62’ Ducret                                                             |
| De Simoni Varisco Calì Trerè Fossati Capello Debernardi Cevenini Rizzi Lana Boiocchi | Formazioni | Tessier Mercier Sollier Rigal Ducret Vascout Olivier Bellocq Mouton Sellier Jourde |
| Meazza                                                                               | Allenatori | Chailloux                                                                          |